# Fiat 10 HP
O Fiat 10 HP foi o quinto carro produzido pela fabricante italiana Fiat em 1901 com o espaço para quatro passageiro. O carro possuía um motor de dois cilindros em linha de 1082 cc com 10 cv (7,5 kW) e uma velocidade máxima de 45 quilômetros por hora (28 mph).o 10 HP era equipado com apenas com uma transmissão manual.